# Curral de Cima
Curral de Cima là một đô thị thuộc bang Paraíba, Brasil. Đô thị này có diện tích 85,096 km², dân số năm 2007 là 5662 người, mật độ 66,5 người/km².